# Записка о непорядках в Малороссии
«Запи́ска о непоря́дках в Малоро́ссии» (полное название — «О непоря́дках, кото́рые происхо́дят ны́не от злоупотребле́ния прав и обыкнове́ний, гра́мотами подтвержде́нных в Малоро́ссии») — полуофициальный документ, составленный, по наиболее распространённой версии, в 1762 году главой гетманской канцелярии Григорием Тепловым, в котором обосновывалась необходимость ликвидации институтов гетманского управления в Малороссии.

## История создания
В период обучения гетмана Кирилла Разумовского за границей Григорий Теплов являлся его наставником, а после возвращения стал его советником. По наиболее признанной в современной историографии версии, составленная Тепловым записка была передана вскоре после дворцового переворота 1762 года, отстранившего от власти Петра III и приведшего на престол Екатерину II. В записке Теплов обосновывал необходимость ликвидации автономии Гетманщины. Он описал существующие в Гетманщине порядки, злоупотребление в судах, захват казацкой старшиной мещанских и казацких земель, моральное падение общественных устоев, несоответствие гетманского правления и состояния юридической сферы Гетманщины царским указам и самодержавному строю Российской империи.
Записка представляла собой полуофициальный документ.
Впервые для широкого круга читателей записка была опубликована Пантелеймоном Кулишом в книге «Записки о Южной Руси» в 1857 году.

## Оценки документа
Кандидат исторических наук, доцент МГУ Татьяна Круглова пишет, что в течение первых двух десятков лет после публикации «Записки» ряд историков, таких как Пантелеймон Кулиш, Михаил Максимович, Николай Костомаров, Николай Ригельман, Александр Васильчиков и другие, не связывали документ с реформой центрального управления Левобережной Украины 1764 года и не рассматривали вопрос её влияния на сферу государственного управления. Историки полагали, что возникновение «Записки» являлось личной инициативой Теплова, и что он работал над запиской ещё в 1750-е годы, а конечным её адресатом являлась императрица Елизавета Петровна, которая никак не отреагировала на документ. Впервые «Записка» была включена в корпус источников по истории реформы 1764 года историком Сергеем Соловьёвым в 1876 году. Круглова пишет, что он бездоказательно назвал императрицу Екатерину II заказчиком документа и таким историческим заявлением разрушил бытовавшее в научной среде единодушие во мнении об императрице Елизавете Петровне как адресате «Записки».
В 1882 году князь Воронцов опубликовал еще один список «Записки». В 1911 году историк Николай Василенко ввёл в научный оборот ещё одну, третью, ранее неизвестную часть «Записки», на основании анализа которой он подтвердил выводы Соловьёва о том, что составление «Записки Теплова» носило официальный характер, и сделал собственный вывод, что Екатерина II сама обратилась к Теплову, как к человеку, «который знает Малороссию», и попросила составить записку о непорядках в ней. Теплов её и написал.
Круглова на основании собственных проведённых междисциплинарных исследований считает, что документ Теплова должен датироваться второй половиной 1750-х годов, а точнее – после 1756 года и до 1760 года (периодом правления Елизаветы Петровны).

## Историографические оценки
Энциклопедия истории Украины пишет, что «Записка» дала возможность правительству Екатерины II обосновать политику ликвидации Гетманщины, распространения на её территорию российского законодательства и крепостного права. Такого же мнения, по мнению Т. А. Кругловой, придерживается подавляющее большинство современных историков. Тем не менее, Т. А. Круглова считает неудовлетворительным современное состояние изучение источника, а оценки его связи с реформами Екатерины II 1764 года недостаточно обоснованными.